# Múscul constrictor mitjà de la faringe
El múscul constrictor mitjà de la faringe (musculus constrictor pharyngis medius) és un múscul en ventall situat al coll. És un dels tres músculs constrictors faringis. Igual que els constrictors de la faringe superior i inferior, el constrictor faringi mitjà està innervat per una branca del nervi vague a través del plexe faringi. El constrictor faringi mitjà és més petit que el constrictor faringi inferior.
Té l'origen en tota la longitud de la vora superior de la banya major de l'os hioide, en la banya menor i en el lligament estilohioidal.
Les fibres divergeixen des del seu origen: les inferiors descendeixen per sota de les del constrictor inferior, les fibres mitjanes passen transversalment i les fibres superiors ascendeixen i es superposen a les del constrictor superior. S'insereix en el rafe fibrós mitjà posterior i interacciona en la línia mitjana amb el múscul del costat oposat.
Tan aviat com el bol alimentari arriba a la faringe, els músculs elevadors la relaxen, la faringe baixa, i la contracció del constrictor sobre el bol fa possible que el bol siguio transportat cap avall, cap a l'esòfag. També té efectes mecànics sobre la respiració.

## Imatges

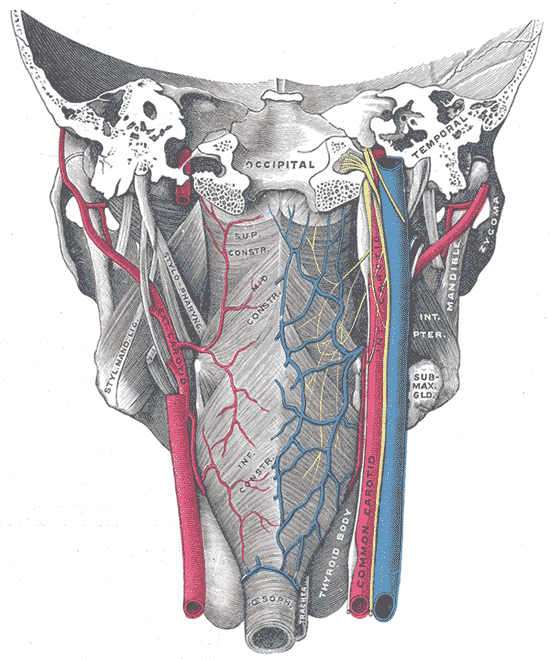
Els músculs de la faringe, vistos des del darrere, juntament amb els vasos i nervis associats. El constrictor mitjà està marcat al centre.

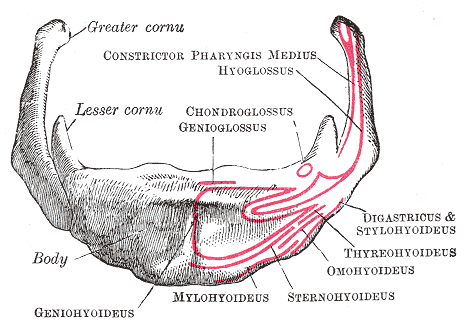
Os hioide. Superfície anterior ampliada.
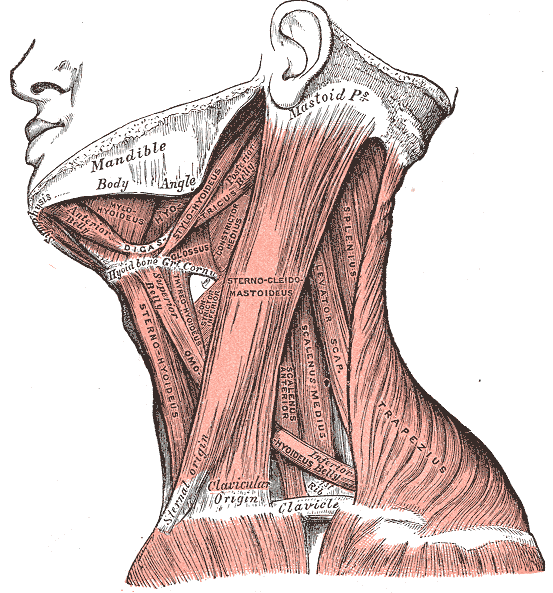
Els músculs del coll. Vista lateral.
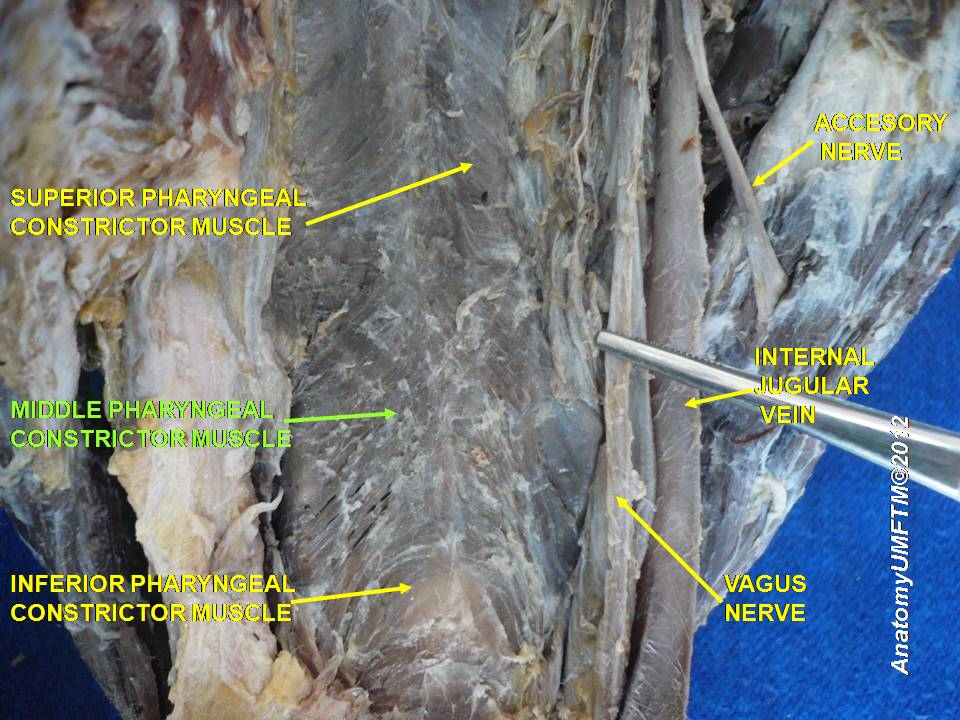
Múscul constrictor mitjà de la faringe
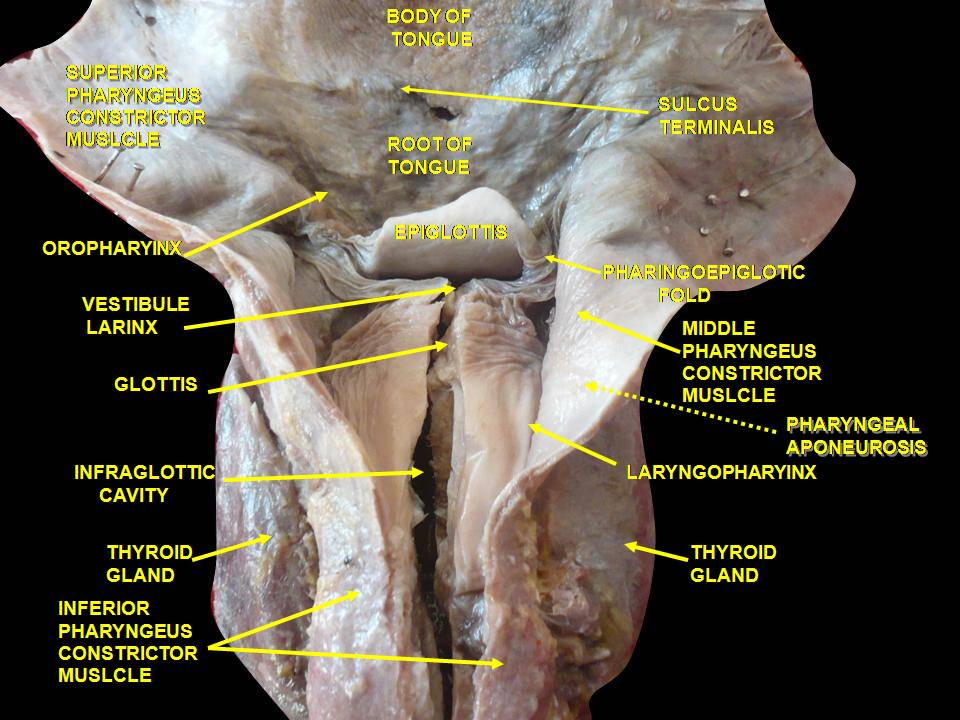
Dissecció profunda de la laringe, faringe i llengua (vista posterior)